# Jean Montariol
 (décembre 2020).
Si vous disposez d'ouvrages ou d'articles de référence ou si vous connaissez des sites web de qualité traitant du thème abordé ici, merci de compléter l'article en donnant les références utiles à sa vérifiabilité et en les liant à la section « Notes et références ».
Jean Montariol, né le 24 avril 1892 à Toulouse et mort le 22 juillet 1966 dans la même ville, est un architecte français. 
Il est architecte en chef de la ville de Toulouse de 1929 à 1949. On lui doit un ensemble de monuments publics emblématiques de l'architecture toulousaine des années 1930 réalisés dans le cadre du programme de la municipalité SFIO.

## Biographie
Jean Montariol est né à Toulouse le 24 avril 1892. N'envisageant pas de succéder à son père Jean-Joseph Montariol ingénieur des arts et métiers et entrepreneur, contrairement aux souhaits de ce dernier, il entre à l'école des beaux-arts de Toulouse et obtient le Grand Prix municipal de Toulouse en 1911. Il termine sa formation d'architecte à Paris dans l'atelier Deglanes et Nicod.
Mobilisé en 1914, il est réformé en 1915, puis engagé spécial en 1917. Après avoir obtenu plusieurs prix d'architecture, il devient architecte DPLG le 7 juin 1922. À Paris il fréquente Picasso et Le Corbusier et noue une amitié avec Clergue[Qui ?].
Il revient s'installer à Toulouse en 1923 et s'associe à son frère Antonin qui gère une entreprise de bâtiment familiale. En 1923 il réussit le concours de professeur suppléant d'architecture et de dessin industriel à l'école des beaux-arts de Toulouse, fonctions qu'il occupe jusqu'en 1930.
À partir de 1925 il travaille à l'Office public d'HBM et en 1927 il est nommé architecte en chef adjoint de la ville.
Le 30 décembre 1930 il épouse Eugénie Bombail avec qui il aura deux filles Elizabeth Fortunée et Francine Élise. 
Le 27 avril 1935 il se remarie avec Suzanne Marcelle Younet originaire du Gers où il va commencer à passer beaucoup de temps. 
En 1941, il est élu à l'Ordre des architectes, dont il est nommé membre du Conseil régional le 26 septembre 1942. Suspecté de collaboration à la Libération, il est jugé par la Commission d'épuration le 15 mars 1945, qui propose sa suspension de l'Ordre des architectes pour 2 ans. Mais Jean Montariol fait appel, et obtient le classement de son dossier en 1946. 
En 1948, il est architecte des bâtiments de France à l'agence nouvellement créée à Toulouse. Il se consacre alors à la restauration de monuments historiques, particulièrement dans les départements du Gers et de la Haute-Garonne. 
Il quitte son poste d'Architecte en chef de la ville de Toulouse en 1949. 
Il meurt à Toulouse le 22 juillet 1966.

## Réalisations et projets

### Chronologie de ses réalisations

#### Habitations à bon marché
- 1926-1929 : Cité du Calvaire, au quartier Empalot
- 1928-1931 : Cité Bonnefoy
- 1928-1931 : Immeuble Charles-de-Fitte
- 1928 - 1931 : Immeuble de la Laque, en collaboration avec les Charpentiers de Toulouse

#### Cités Jardins
- 1924-1930 : Cité-jardin du Nord, devenue Cité Marius Dulong en 1936, disposant de cent cinquante-cinq logements. En 2001, l'Office public d'aménagement et de construction décide de détruire la cité ; plusieurs logements sont inhabités ou squattés. En 2018, seuls quatre existent encore[2].
- 1928-1931 : Cité-jardin de Fontaine-Lestang, disposant de soixante-seize logements de deux ou trois pièces[2]

#### Groupes scolaires
- 1928-1933 : La Juncasse, avec la collaboration du sculpteur Jean Druilhe et le peintre Édouard Bouillère (actuels no 131-133 avenue Louis-Plana)
- 1930 : Jules-Ferry, dans le quartier la Salade
- 1930 : Ernest-Renant, à Lalande
- 1931-1933 : Jules-Julien, à Rangueil
- 1932 : Fabre
- 1932 : Jean-Chaubet, place Victor Basch. École maternelle s'intégrant au groupe scolaire Bonhoure
- 1938-1940 : Fontaine-Lestang

#### Bains-douches
En 1931 également sont construits les bains-douches du quartier Saint-Cyprien, qu'il a dessiné avec Jules Jean Milhoz. Il ne reste de ce bâtiment de la place Roguet que le porche d'entrée orné de mosaïques et portant l'inscription « Douches municipales » en tesselles dorées.

#### Équipements culturels et sportifs
- 1929 : Jean Montariol réalise les premiers dessins de la Bibliothèque municipale de Toulouse, rue de Périgord, qui est construite entre 1932 et 1935. Ce bâtiment orné de nombreuses œuvres d'art affiche la volonté de la municipalité de rendre la culture disponible à tous, de préserver le patrimoine, et de faire œuvre à travers un bâtiment qui constitue un ensemble très représentatif de l'art toulousain de l'entre-deux-guerres[4].

À partir de 1931, Jean Montariol s'emploie au très vaste projet du Parc municipal des sports au cœur de l'île du Ramier. Le Stadium et la piscine municipale Alfred-Nakache portent fortement sa marque. La piscine d'été dotée d'une plage de sable fin et d'une cascade en pierre de lave est inaugurée en juillet 1931 et la piscine d'hiver seulement en 1934.

Bibliothèque Municipale de Toulouse

#### Autres réalisations
- 1925-1933 : aménagement de quatre urinoirs de la place du Capitole ;
- En 1926, il commence à travailler, à la demande de la mairie, à un projet d'agrandissement des abattoirs d'Urbain Vitry, mais le choix de Montariol suscita un grand débat, en raison des fonctions diverses qu'il occupait alors. Le Clou le présenta comme « un capitolard, un cumulard, un arriviste type »[réf. souhaitée] ;
- 1928 - 1931 : Bourse du Travail de Toulouse, située place Saint-Sernin, à l'angle de la rue Merly.
- En 1933, il œuvre à la construction du kiosque à musique de la place Marius-Pinel ;

Jusqu'en 1939, il accomplit de nombreux chantiers pour d'autres communes autour de Toulouse et quelques villas pour des personnes privées.

## Postérité
Selon Jean-Louis Marfaing il a été « le bâtisseur de la modernité toulousaine ».
En guise de bilan de sa carrière, on peut lire dans Toulouse 1920-1949. La ville et ses architectes que Jean Montariol «  avait pu réaliser dans le cadre de la municipalité SFIO un programme très vaste de constructions de grande qualité en très peu de temps (1928-1940) comportant des bâtiments fort différents : écoles, HBM, cités-jardins, lavoirs, bains-douches, WC, kiosques, bibliothèques, équipements sportifs, abattoirs, qui tous avaient été unanimement salués par la presse et lui avaient valu de nombreuses récompenses. […] Il avait toujours recherché une certaine qualité architecturale dans ses constructions. Celles-ci sont tout à fait caractéristiques : modernes par l'emploi du béton, des toitures terrasses, elles n'hésitent pas à rompre l'alignement de la rue. Pourtant elles sont encore classiques dans le soin apporté au décor. Montariol demeure un architecte de transition. »
Louis Peyrusse, maître de conférences d'histoire de l'art à l'université de Toulouse-Le Mirail (en 2002), conclut que l'on peut rattacher le travail de Montariol aux courants modernes-classiques qui gravitent autour d'Auguste Perret, de Michel Roux-Spitz, des frères Niermans.